# Lewis Spratlan
Meriwether Lewis Spratlan Jr. (5 de septiembre de 1940 - 9 de febrero de 2023)  fue un académico musical estadounidense y compositor de música clásica contemporánea. A lo largo de su carrera, obtuvo un premio de composición de la Academia Estadounidense de las Artes y las Letras, así como becas Guggenheim, Rockefeller, Bogliasco, NEA, Massachusetts Cultural Council y MacDowell. En 2000 fue galardonado con el Premio Pulitzer de Música.

## Biografía
Lewis Spratlan nació en 1940 en Miami (Florida). Su música, a menudo elogiada por su impacto dramático y su vívida composición, se interpreta regularmente en Estados Unidos, Canadá y Europa. Obtuvo títulos universitarios y de posgrado de la Universidad de Yale, donde estudió con Mel Powell y Gunther Schuller. Desde 1970 hasta su jubilación en 2006, trabajó en la facultad de música de Amherst College y también enseñó y dirigió en la Universidad Penn State, Tanglewood y la Escuela de Verano de Música de Yale. 
En octubre de 1989, Spratlan realizó giras por Rusia y Armenia como invitado de la Unión de Compositores Soviéticos. En esta gira se estrenó las Variaciones Apollo y Daphne para orquesta y Penélope's Knees, doble concierto para saxofón alto y bajo, se presentó en la Sala Rachmaninoff de Moscú bajo la dirección de Emin Khatchatourian.
Spratlan fue galardonado con el Premio Pulitzer de Música en 2000 por una versión de concierto del segundo acto de su ópera en tres actos La vida es un sueño.  Había comenzado la composición de la ópera en 1975 y la completó en 1978, originalmente como un encargo de la Ópera de New Haven. Cuando Spratlan terminó la obra, la compañía había dejado de existir y la no pudo ser estrenada.
El segundo acto de la ópera se estrenós por primera vez en el Amherst College en enero de 2000, y posteriormente en la Universidad de Harvard. La Ópera de Santa Fe aceptó la partitura para su temporada 2010, y la ópera completa pudo ser estrenada allí, bajo la batuta de Leonard Slatkin, el 24 de julio de 2010.
Sus últimos trabajos incluyen la ópera en un acto Earthrise, con libreto de Constance Congdon, encargada por la Ópera de San Francisco, un cuarteto de piano, Streaming, encargado por el Festival de Ravinia con motivo de la celebración de su centenario, Sojourner, obra para diez intérpretes, encargado para Dinosaur Anexo Music Ensemble por la Fundación Musical Koussevitzky en la Biblioteca del Congreso; Zoom, para orquesta de cámara, encargado por el conjunto neoyorquino Sequitur; Wonderer, encargado para el pianista Jonathan Biss por el Borletti-Buitoni Trust; Shadow, encargado por el violonchelista Matt Haimovitz; y Concierto para saxofón y orquesta, un encargo de un consorcio formado por treinta saxofinistas de todo el país, A Summer's Day, encargada por el Boston Modern Orchestra Project, se estrenó en el Jordan Hall en mayo de 2009 bajo la dirección de Gil Rose.
Architect, una ópera de cámara basada en la vida del arquitecto Louis Kahn, fue lanzada por Navona Records en 2013. Hesperus is Phosphorus, encargado por Crossing Choir y Philadelphia's Network for New Music, se presentó en Filadelfia y Nueva York en junio de 2012. En 2013 completó Shining, un doble concierto para violonchelo y piano, encargado por el violonchelista Matt Haimovitz y el pianista Christopher O'Riley. En el otoño de 2014, el Boston Modern Orchestra Project lanzó un CD de A Summer's Day, Concierto para saxofón y orquesta, y Variaciones Apollo y Daphne. En abril de 2016, Of War, para gran coro y orquesta se estrenó bajo la dirección de Andrew Megill en la Universidad de Illinois. Bangladesh, una obra para piano solo, encargado por Piano Spheres, se estrenó el 27 de octubre de 2015 en REDCAT, Walt Disney Concert Hallde Los Ángeles, por Nadia Shpachenko. Common Ground, para solistas, coro y orquesta de cámara, se estrenó el 25 de junio de 2016 por Crossing Choir e ICE en la Catedral Episcopal de Filadelfia y posteriormente fue presentada en el Merkin Hall de Nueva York como parte del Festival Mostly Mozart en agosto de 2016. Este trabajo formó parte de la iniciativa “Siete Respuestas” del Coro Crossing. Dreamworlds, para piano a cuatro manos, fue un encargo de Dana Muller y Gary Steigerwalt y se estrenó en Mount Holyoke College en febrero de 2018. En otoño de 2019 se publicó una grabación de esta pieza en el sello Parma Records.
Una obra coral, solista y orquestal titulada Of War se estrenó el 9 de abril de 2015 en la Universidad de Illinois. Tres movimientos están basados en textos de Spratlan y Constance Congdon, y el texto del tercer movimiento "Vigil Strange" es de la colección Drum-Taps, libro 21 de Leaves of Grass de Walt Whitman.
Spratlan completó su cuarta ópera, Midi, una Medea franco-caribeña negra, ca. 1930. Un concierto de Spratlan que incluyó Seis Preludios para Piano, Cuarteto de Piano No. 2 y Trío para Clarinete, Violín y Piano tuvo lugar en el Bargemusic de Brooklyn, como parte de su serie Music Now, el 16 de junio de 2017. New England Concordance, para coro y piano fue estrenado en Lexington (Massachusetts), el 3 de junio de 2018, por el Boston Sängerfest Men's Chorus, con Thomas Berryman como director, y ha tenido presentaciones posteriores por los Glee Clubs de Harvard y Rutgers. Six Rags fue estrenado por Nadia Shpachenko en San Francisco el 18 de junio de 2019. Travels fue presentado por el Festival Carmel Bach el 21 de julio de 2019, bajo la dirección de Andrew Megill.
Falleció en su casa el 9 de febrero de 2023, a los 82 años de edad en compañía de su hijo, el músico Daniel Spratlan.

## Lista de composiciones
- Tennessee Set (1968)
- Flange (1970)
- Two Pieces for Orchestra (1971)
- Images (1971)
- Three Carols on Medieval Texts (1971)
- Diary Music I (1972)
- Dance Suite (1973)
- Three Plath Songs (1973)
- Three Ben Jonson Songs (1974)
- Life is a Dream (Ópera en tres actos) (1978)
- Chiasmata (1979)
- Cornucopia (1979)
- Coils (1980)
- Webs (1981)
- String Quartet No. 1 (1983)
- Celebration (1984)
- Penelope's Knees (doble concierto) (1985)
- When Crows Gather (1986)
- Apollo and Daphne Variations (orquesta) (1987)
- Wolves (1988)
- Toccapsody (1989)
- Hung Monophonies (1990)
- Night Music (1990)
- In Memoriam (1993)
- A Barred Owl (1994)
- Psalm 42 (1996)
- Vocalise with Duck (1998)
- Sojourner (1999)
- Two Orchestral Sketches (1999)
- Mayflies (2000)
- Rhapsody (orquesta) (2000)
- Dona Nobis Pacem (a capela, 2001)
- Moments - Memento - Momentum (violín y piano 2001)
- Peeve (cuarteto de cuerda) (2001)
- Of Time and the Seasons (2001)
- Earthrise (Ópera en un acto) (2002)
- Zoom (Orquesta de cámara) (2003)
- The Manatees at Blue Springs (2003)
- Streaming (2004)
- Mega-Ditty (2004)
- Piccolosophy (2005)
- Wonderer (2005)
- Ophélie (2005)
- Shadow (2006)
- Four Songs for Soprano and Women's Chorus (2008)
- City Song (por el 150 Aniversario del Yale Glee Club, 2010)
- A Summer's Day (2009)
- Trio for clarinet, violin, and piano (2010)
- Travels (2011)
- Process/Bulge (2011)
- Sinfonietta Concertante (2011)
- Vespers Cantata: Hesperus is Phosphorus (2012)
- Ballad of the Happy Kitchen (2012)
- Shining (2013)
- Joy Song (2013)
- Horn Quartet ( 2013)
- Of War (2014)
- The Fish (2015)
- Hornpipe for Ruth (2015)
- Bangladesh (2015)
- Dreamworlds (2016)
- Common Ground (2016)
- Gentle Soul, Find Peace (2017)
- Six Preludes for Piano (2017)
- Piano Quartet no. 2, (2017)
- New England Concordance (2017)
- Charlottesville: Summer of 2017 (2017)
- Chamber Symphony (2017)
- Gaia (2018)
- Six Rags (2018)
- Some Nebulae (2019)
- Fantasy Dances (2019)
- Primavera III: the vessel (2022)